# Авсеєвич Олександр Олександрович
Авсеєвич Олександр Олександрович (23 листопада 1899 , Козинщинаd, Лепельський повітd, Вітебська губернія, Російська імперія  — не раніше 1957 , Москва ) — військовий контррозвідник, помічник начальника СМЕРШ (квітень — червень 1943), начальник Управління повітряної магістралі Аляска-Сибір, яка використовувалася для перегонки літаків, що поставлялись з США по ленд-лізу, генерал-лейтенант авіації (19 серпня 1944).

## Ранні роки
Народився 1899 року в сім'ї селянина-середняка в селі Козинщина Лепельського повіту Вітебської губернії. З липня 1916 працював чорноробом на гільзовому заводі, з лютого 1917 обліковець-табельщик шапкової майстерні Гвардійського економічного товариства. У 1916 екстерном закінчив вище початкове училище.
З 1919 — в РСЧА, з квітня 1919 начальник ротної розвідки у 2-му Радянському литовському стрілецькому полку, Західний фронт. Воював проти німецьких і литовських військ, у серпні 1919 поранений, перебував на лікуванні в госпіталі. З квітня 1920 служив писарем в 13-му запасному полку, Єльня, з жовтня 1920 — діловод військкомату в Волосовицькій волості Лепельського повіту. У 1921 р закінчив народну школу в с. Гущино-Прудок Лепельського повіту.

## В органах ВЧК-ОГПУ-НКВД-СМЕРШ
- з 1922 — співробітник для доручень, помічник уповноваженого Вітебського губернському відділу ГПУ по Лепельскому повіту,
- з лютого 1923 — помічник уповноваженого прикордонного відділення № 2, м. Ушачі Полоцького округу,
- з жовтня 1923 — помічник уповноваженого Смоленського губернського відділу ГПУ по Демидівському повіту,
- з листопада 1925 — помічник уповноваженого Смоленського губернського відділу ГПУ,
- з жовтня 1926 — уповноважений особливого відділу ОГПУ по 11-му стрілецькому корпусу.
- з лютого 1927 до 03.03.28 — в Вищій прикордонній школі ОГПУ СРСР;
- уповноважений ОВ ОГПУ 6 кавалерійської дивізії, Гомель, квітень 1928 — жовтень 1930;
- оперпрацівник 6 групи ПП ОГПУ по БВО, 10.1930-1931;
- уповноважений, оперуповноважений ОВ ПП ОГПУ по БВО, 1931-06.1934; в 1932 р закінчив авіашколу товариства «Динамо»;
- помічник начальника 3 від-я ОВ УГБ НКВС УРСР, 07.1934-16.08.34;
- 16 серпня 1934 відряджений у розпорядження УНКВС по Далекосхідному краю. Згодом повернувся до Білорусі, до 4 грудня 1936 був начальником 6-го відділення ОВ УГБ НКВС БРСР;

З 15 грудня 1936 працював у центральному апараті військової контррозвідки. Під час «чисток» 1937–1938 брав участь в слідстві у справах М. М. Тухачевського та інших високопоставлених військових, зокрема комдива Д. А. Шмідта.
- начальник 2 від-я (по ВВС), 5 отд. ГУДБ НКВС СРСР 15.12.36-01.09.37;
- начальник 3 від-я 5 від. ГУДБ НКВС СРСР 01.09.37-04.38;
- начальник від-я 2 упр. НКВС СРСР у квітні — жовтні 1938;
- співробітник 4 від. ГУГБ НКВС СРСР 09.1938-1939;
- заступник начальника 1 від-я 4 від. ГУДБ НКВС СРСР 01.11.39 — 09.04.40;
- начальник 3 від-я 4 від. ГУДБ НКВС СРСР 09.04.40 — 03.1941;
- начальник від-я і заступник начальника 2 від. 3 упр. НКО СРСР березень-квітень 1941;
- начальник 2 від. 3 упр. НКО СРСР 04.1941-17.07.41;
- начальник 2 від. УТО НКВС СРСР 22.08.41-29.04.43;
- помічник начальника ГУКР СМЕРШ по Північно-Західному фронту, 29.04.43-09.07.43.

## В авіації
- З 15 червня 1943 — заступник начальника Головного управління ЦПФ при РНК СРСР — начальник Управління повітряної магістралі Москва-Уелькаль (магістраль використовувалася для перегонки літаків, що поставлялися з США по ленд-лізу),
- з 1946 — заступник начальника ГУ ЦПФ з загальних питань, з грудня 1946 — по міжнародним сполученням,
- з серпня 1952 — помічник начальника ГУ рос. ГВФ по матеріально-технічному забезпеченню.
- З 24 січня 1953 — у розпорядженні головкому ВПС СРСР.
- 16 липня 1953 звільнений у запас через хворобу.
- З жовтня 1953 по 1954 працював заступником начальника, потім в.о. начальника управління у Міністерстві транспорту і шосейних доріг СРСР.

## Звання
- Старший лейтенант ГБ (23 березня 1936);
- Капітан ГБ (5 квітня 1940);
- Бригадний комісар (червень 1941);
- Майор ГБ (10 вересня 1941);
- Полковник ГБ (14 лютого 1943);
- Генерал-майор (26 травня 1943)
- Генерал-лейтенант авіації (19 серпня 1944)

Постановою РМ СРСР № 889-409 від 20 липня 1957 позбавлений звання з формулюванням «за порушення соц. законності при веденні слідства і фальсифікацію слідчих справ».

## Нагороди
- 2 ордени Леніна (21 лютого 1945, 18 серпня 1945),
- 3 ордени Червоного Прапора (23 листопада 1942, 3 листопада 1944),
- орден Вітчизняної війни I ступеня (28 жовтня 1943),
- орден «Знак Пошани»(22 липня 1937),
- нагрудний знак «Заслужений працівник НКВС» (2 лютого 1942),
- 6 медалей.